# Piotr i Paweł (miniserial)
Piotr i Paweł – amerykański miniserial historyczny, będący biografią św. Piotra i św. Pawła. 

## Treść
Głównymi bohaterami filmu są św. Piotr i św. Paweł. Akcja rozpoczyna się cztery lata po śmierci Chrystusa i obejmuje trzy dekady. Przedstawia losy obu chrześcijańskich patriarchów, którzy w trudnych czasach starają się szerzyć naukę Chrystusa. 

## Obsada
| Aktor            | Rola                         |
| ---------------- | ---------------------------- |
| Anthony Hopkins  | Szaweł / Paweł z Tarsu       |
| Robert Foxworth  | Piotr Apostoł                |
| Denis Lill       | Jakub Sprawiedliwy           |
| Herbert Lom      | Barnaba                      |
| Jon Finch        | Łukasz Ewangelista           |
| John Rhys-Davies | Sylwan                       |
| David Gwillim    | Marek Ewangelista            |
| Clive Arrindell  | Tymoteusz                    |
| José Ferrer      | Gamaliel                     |
| Emrys James      | Ananiasz z Damaszku          |
| Jean Peters      | Pryska                       |
| Giannis Voglis   | Jan Apostoł                  |
| Nicholas Savalis | Jakub Większy Apostoł        |
| Julian Fellowes  | Neron                        |
| Eddie Albert     | Porcjusz Festus              |
| Raymond Burr     | Herod Agryppa I              |
| Paul Herzberg    | Herod Agryppa II             |
| Olga Karlatos    | Berenika (księżniczka Judei) |
| Valentine Dyall  | Seneka Młodszy               |
| Donald Douglas   | Sekstus Afraniusz Burrus     |
| Gareth Thomas    | Juliusz                      |